# Wyspy Cooka na Letnich Igrzyskach Olimpijskich 2008
Reprezentacja Wysp Cooka na Letnich Igrzyskach Olimpijskich 2008 liczyła czworo zawodników (trzech mężczyzn i jedną kobietę). Wyspy Cooka miały swoich przedstawicieli w 3 spośród 28 rozgrywanych dyscyplin. Zawodnicy z tego kraju nie zdobyli żadnego medalu. Chorążym reprezentacji był sztangista Sam Pera jr., dla którego był to debiut na igrzyskach. Najmłodszym reprezentantem tego terytorium na Letnich Igrzyskach Olimpijskich 2008 była 18-letnia lekkoatleta Gordon Heather, a najstarszym przedstawicielem był 27-letni pływak Petero Okotai. Troje zawodników zadebiutowało na igrzyskach.
Był to szósty start tej reprezentacji na igrzyskach olimpijskich. Najlepszym wynikiem, jaki osiągnęli reprezentanci Wysp Cooka na Letnich Igrzyskach Olimpijskich 2008, była 12. pozycja, jaką Pera zajął w rywalizacji sztangistów w kategorii +105 kilogramów.

## Tło startu
Narodowy Komitet Olimpijski Wysp Cooka powstał w 1986 roku, a został zatwierdzony przez MKOL tego samego roku podczas 91. sesji MKOL w Lozannie w Szwajcarii. Od tego czasu Komitet Olimpijski tego terytorium zamorskiego Nowej Zelandii zgłasza reprezentacje Wysp Cooka do udziału w najważniejszych imprezach międzynarodowych takich jak igrzyska Pacyfiku, czy Igrzyska Wspólnoty Narodów. Największe sukcesy reprezentacja Wysp Cooka osiąga podczas Igrzysk Pacyfiku. W całej historii startów w tej imprezie, sportowcy z tego terytorium zależnego zdobyli 96 medali.
Wyspy Cooka na letnich igrzyskach olimpijskich zadebiutowały w 1988 roku. Jej reprezentanci do czasu startu w igrzyskach w Pekinie nie zdobyli żadnego medalu olimpijskiego.

## Statystyki według dyscyplin
Spośród dwudziestu ośmiu dyscyplin sportowych, które Międzynarodowy Komitet Olimpijski włączył do kalendarza igrzysk, reprezentacja Wysp Cooka wzięła udział w trzech. Najliczniejszą grupę stanowili lekkoatleci (dwoje zawodników).
| Lp.     | Sport                | Mężczyźni | Kobiety | Łącznie |
| ------- | -------------------- | --------- | ------- | ------- |
| 1.      | Lekkoatletyka        | 1         | 1       | 2       |
| 2.      | Pływanie             | 1         | 0       | 1       |
| 3.      | Podnoszenie ciężarów | 1         | 0       | 1       |
| Łącznie | Łącznie              | 3         | 1       | 4       |

## Reprezentanci

### Lekkoatletyka
- rzut dyskiem kobiet: Tereapii Tapoki – odpadła w eliminacjach (37., ostatni wynik – Polka Żaneta Glanc spaliła wszystkie próby i nie została sklasyfikowana)
- bieg na 100 m mężczyzn: Gordon Heather – odpadł w eliminacjach (75. wynik)

### pływanie
- 100 m stylem klasycznym mężczyzn: Petero Okotai odpadł w eliminacjach (63. miejsce)[7]

### Podnoszenie ciężarów
- kategoria +105 kg mężczyzn: Sam Pera Jr. – 12. miejsce